# Масове зараження ВІЛ в Елісті
Масове зараження ВІЛ в Елісті — перший випадок масового зараження ВІЛ-інфекцією в СРСР, який стався у 1988 році в столиці Калмицької АРСР Елісті, що спричинило гучний скандал, та вперше привернуло увагу всього суспільства до проблеми ВІЛ-СНІДу.

## ВІЛ-інфекція в СРСР
До другої половини 1980-х років про ВІЛ-інфекцію та СНІД у Радянському Союзі знали лише те, що це «хвороба, розповсюджена на Заході серед повій, бомжів та гомосексуалів», і цей стереотип підтримували навіть чиновники від медицини. У 1988 році в СРСР вже було виявлено близько 30 осіб, інфікованих ВІЛ, також у цьому ж році зафіксовано першу смерть від СНІДу в країні — померла 29-річна жителька Ленінграда. Верховна Рада СРСР ще у 1987 році ухвалила рішення про заходи щодо профілактики ВІЛ-інфекції та СНІДу. Від цього часу обстеження на ВІЛ-інфекцію стало обов'язковим для усіх громадян із груп ризику, до яких у першу чергу відносились донори, іноземці та громадяни СРСР, які перебували за кордоном. У цьому ж році вперше з'явились кабінети анонімного обстеження на ВІЛ-інфекцію, щоправда, це не могло зупинити подальшого поширення хвороби.

## Спалах інфекції в Елісті
У кінці 1988 року в столиці Калмицької АРСР Елісті виявлено зараження ВІЛ-інфекцією двох осіб — жінки-донора та її маленької дитини, причому встановлено, що мати заразилась саме від дитини під час годування грудьми через тріщини у сосках. До міста негайно була направлена комісія із Центрального медичного науково-дослідного інституту, яка після ретельного розслідування виявила інфікування вірусом у ще 75 дітей та 4 дорослих жінок. За іншими джерелами, всього в місті було виявлено 69 інфікованих дітей та 11 дорослих, що склало на той час 25 % усіх інфікованих у СРСР. Про спалах інфекції населення СРСР дізналось із випуску щоденної інформаційної програми «Час» Центрального телебачення. Комісія провела засідання Надзвичайної протиепідемічної комісії при Міністерстві охорони здоров'я, та офіційно оголосила, що жінки та діти були заражені під час проведення медичних процедур. Згідно даних комісії, масове зараження дітей відбулось у республіканській дитячій лікарні, де медичний персонал виявив халатність, не зумівши розпізнати хворого на ВІЛ-інфекцію, та використовував нестерильні шприци під час переливання крові. Інфікованим також був чоловік однієї із заражених жінок, який тривалий час працював у Конго, де, ймовірно, й був інфікований. Проте під час розслідування трагедії висувалась і альтернативна версія причини зараження дітей — використання експериментального препарату крові — імуноглобуліну, який виявився інфікованим вірусом. Підтвердити цю версію можуть і такі факти, що заражений імуноглобулін застосовувався переважно в реанімаційному відділенні лікарні, після лікування в якому інфікувалось найбільше дітей, а також те, що цей препарат надходив також у дитячі лікарні Ставрополя, Ростова-на-Дону та Волгограда, де пізніше також спостерігалися внутрішньолікарняні спалахи ВІЛ-інфекції в дитячих лікарнях, які пізніше пов'язали із надходженням у ці лікувальні заклади дітей із Калмикії. Це підтвердила експертиза залишків препарату, проведена в Москві, проте ця версія могла нанести значний збиток престижу Радянського Союзу, тому цю версію слідство швидко відкинуло, рештки препарату були знищені, а пізніше щезла й частина документації із судової справи про зараження інфекцією. Винними у трагедії визнали калмицьких лікарів, а центральна «Медицинская газета» у випуску від 22 березня 1989 року писала:

…до групового зараження дітей та матерів вірусом імунодефіциту призвели грубі порушення лікувально-діагностичного процесу та злочинно-недбале ставлення ряду медичних працівників до виконання професійних обов'язків…
Оригінальний текст (рос.)
…к групповому заражению детей и матерей вирусом иммунодефицита привели грубые нарушения лечебно-диагностического процесса и преступно-халатное отношение ряда медицинских работников к исполнению профессиональных обязанностей…

## Наслідки
Заражені ВІЛ-інфекцією діти пізніше також були виявлені у Волгограді, Ростовській області, Астрахані та Ставропольському краї. Розслідування пов'язало усі ці випадки із масовим зараженням у Елісті. Зокрема, згідно матеріалів слідства, до дитячої лікарні у Волгограді потрапила дитина, раніше інфікована ВІЛ-інфекцією в Елісті. У зв'язку із відсутністю медичного інструменту — шприців та голок, та халатності медичного персоналу, відбулось ще одне масове інфікування вірусом СНІДу.
У травні 1989 року кілька інфікованих дітей були виявлені в Ростові-на-Дону, а вже у серпні кількість заражених ВІЛ-інфекцією дітей збільшилась до 13 осіб. У жовтні 1989 року ще четверо інфікованих дітей виявлені в дитячій лікарні у Ставрополі. Згідно даних Міністерства охорони здоров'я, до квітня 1990 року в чотирьох вищевказаних містах зареєстровано більш ніж 270 інфікованих дітей.
Після оприлюднення цих фактів у країні розпочалась паніка, люди масово відмовлялися від медичних процедур. У Калмикії спостерігались навіть випадки фізичної розправи над медиками. Заклади охорони здоров'я у такій ситуації зважились на надзвичайний крок — дозволили пацієнтам приносити шприци з собою. У Калмикії реального покарання за масове зараження ніхто не отримав, міністр охорони здоров'я СРСР Євгеній Чазов оголосив винуватцям зараження догани, лише у Волгограді головний лікар дитячої лікарні та одна із медичних сестер отримали по 2 роки позбавлення волі, проте були звільненні відразу ж по закінченні судового процесу за амністією.
До 2011 року приблизно половина заражених померли. У той час 44 особи із числа інфікованих у 1988 році отримували допомогу від держави (у розмірі більш ніж 20000 рублів у місяць, яка щорічно індексується із урахуванням інфляції). Ще 16 осіб отримували щомісячно від уряду Калмикії по 600 рублів по догляду за хворими дітьми. У 2010 році на поховання сім'ям 12 ВІЛ-інфікованих було виплачено по 42 тисячі рублів, а з 2011 року ці виплати отримали ще 8 сімей.
25 січня 1989 року була порушена кримінальна справа, яку пізніше припинили за строком давності. 24 вересня 2011 року Слідчий Комітет РФ відновив кримінальну справу.